# Fassait

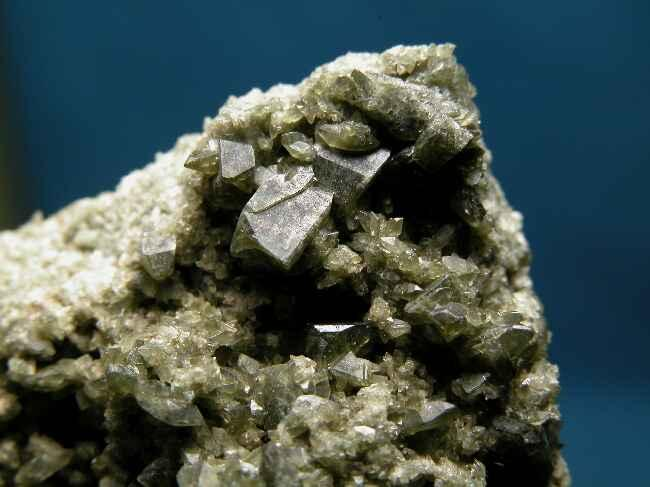
Fassait, Włochy

Fassait (ang. fassaite) – minerał z gromady krzemianów, glinokrzemian wapnia, magnezu, żelaza i glinu o wzorze chemicznym Ca(Mg,Fe,Al)(Si,Al)2O6 zaliczany do grupy piroksenów. Fassait jest odmianą augitu. Nazwa pochodzi od doliny Fassa (Valle di Fassa) koło Trydentu we Włoszech.

## Właściwości
Fassait tworzy kryształy o pokroju słupkowym lub krótkosłupkowym. Występuje w skupieniach ziarnistych, zbitych oraz jako pojedyncze ziarna. Kryształy w układzie jednoskośnym. Barwy zielonej, zielonoczarnej, również brunatnozielony, żółtozielony. Rysa jest koloru białego, jasnoszarego. Minerał cechuje się łupliwością dobrą do doskonałej, dwukierunkową, która krzyżuje się pod kątem 87°. Przełam minerału jest nierówny, muszlowy. 

## Występowanie
Stanowi składnik skał metamorficznych, które powstały na skutek przeobrażeń kontaktowych lub kontaktowych-metasomatycznych wapieni dolomitowych, wapieni, skał wapienno-krzemianowych, łupków ilastych, mułowców. Należy do minerałów rzadkich. Występuje we Włoszech (okolice Wezuwiusza, Monte Somma koło Neapolu, Valle di Fassa koło Trydentu, w pobliżu Bresci, Catanzaro, Grosseto, Rzymu, Turynu), Niemczech, Szkocji, Słowacji, Szwecji, USA (Montana), Sri Lance.
W Polsce występuje w formie fenokryształów w bazalcie w Różanej koło Świerzawy, w skarnach na Izerskich Garbach, w Gębczycach.

## Zastosowanie
Fassait jest cenionym kamieniem kolekcjonerskim.